# Каримама
Каримама (фр. Karimama) — коммуна Бенина. Площадь 6 102 км², население 66 353 человек (2013).

## География
В Каримаме сахело-суданский климат с двумя сезонами: сухой сезон длится с ноября до середины мая, а сезон дождей — с середины мая по октябрь. Среднее количество осадков составляет около 600 мм в год. В среднем температура 40 °C в апреле — июне, но 12—25 °C с ноября по март.
Для коммуны характерна суданская и судано-сахелианская саванна, галерейные леса вдоль водотоков. Mitragyna, Terminalia macroptera, Detarium microcarpum и Burkea africana — некоторые из встречающихся видов.
По переписи 2013 года (РГПХ-4) в коммуне проживало 66 353 человека, в том числе 11 901 человек в округе Каримама.